# Deformers
Deformers (с англ. — «Деформеры») — многопользовательская игра в жанре action, разработанная Ready at Dawn и изданная GameTrust. Игра вышла 24 марта на Xbox One, 11 апреля на Windows и 21 апреля 2017 года на PlayStation 4.
Игрок управляет существом, которое в игре называется «деформером» и сражается с противниками на арене (подробнее см. Геймплей). В игре есть три режима и пять различных классов, каждый из которых имеет свою особенность. Deformers поддерживает игру от 2 до 4 человек на разделённом экране.
При выходе игра получила умеренные отзывы критиков, которые хвалили хорошую графику и весёлый игровой процесс, но критиковали малое количество режимов и высокую цену.

## Игровой процесс

Геймплей Deformers. Ближайшим «деформером» является игрок, впереди находится «деформер» противника.

Deformers — это многопользовательская игра в жанре action от третьего лица. Игроки управляют мясистыми шарообразными существами, называемыми «деформеры», способными катиться, прыгать, стрелять, ускоряться и захватывать противников. Всего в игре есть три режима. В режимах deathmatch и team deathmatch цель состоит в том, чтобы уничтожить противника либо снизив запас его здоровья до нуля, либо сбив его с арены. Form-ball — это режим, который является аналогом футбола. Всего каждый бой делится на три раунда по две минуты каждый.
Перед боем игрок может выбрать один из пяти классов: Ranger, Guardian, Speedster, Striker и Marksman, каждый из которых имеет своё преимущество в бою. В игре также можно покупать персонажей, которые различаются только внешним видом. Во время боя могут появиться различные бонусы, которые на время дают какую-либо способность «деформеру», или случится «бедствие», во время которого, например, может отключиться гравитация или появиться огромный монстр, который будет уничтожать всё на своём пути.
Deformers поддерживает игру 2, 3 и 4 человек на разделённом экране, а также многопользовательский режим с участием до восьми игроков.

## Разработка и выпуск игры
Deformers разработана студией Ready at Dawn. Проект начался как технологическая демонстрация. Дуэт дизайнеров в студии начал работать над прототипом Deformers в августе 2014 года, в то время как большинство сотрудников были заняты The Order: 1886. Deformers — это вторая оригинальная игра студии, и ожидалось, что в ней будет использоваться та же физическая система, что и в The Order. Также ожидалось, что в Deformers будет очень гибкий многопользовательский режим: можно будет играть в онлайн, локально и создавать команды любого размера с суммой игроков обеих команд вместе до восьми человек.
Первоначально планировалось выпустить Deformers 14 февраля 2017 года, однако выпуск был отложен, чтобы команда разработчиков могла учесть все отзывы. С 1 по 4 апреля на Windows в системе цифрового распространения Steam была доступна бета-версия игры. Deformers стала второй игрой, опубликованной издательской программой GameStop GameTrust, и вышла 24 марта на XOne, 11 апреля на Windows и 21 апреля на PlayStation 4.

## Восприятие
| Сводный рейтинг       | Сводный рейтинг            |
| Агрегатор             | Оценка                     |
| --------------------- | -------------------------- |
| GameRankings          | 51 % (PS4)                 |
| Metacritic            | 49/100 (XOne) 60/100 (PS4) |
| Иноязычные издания    |                            |
| Издание               | Оценка                     |
| Game Informer         | 7/10 (PS4)                 |
| Generación Xbox       | 58/100 (XOne)              |
| Русскоязычные издания |                            |
| Издание               | Оценка                     |
| StopGame.ru           | Проходняк (PS4)            |

Deformers получила умеренные отзывы критиков. Средний балл версии игры на PS4 равен 60 баллам из 100 на основе 8 рецензий на Metacritic и 51 % на GameRankings на основе 4 рецензий, а средний балл версии на XOne на Metacritic 49 из 100 на основе 7 рецензий.
Алексей Лихачёв из StopGame.ru в версии на PS4 похвалил графику и игровой процесс, но ругал малое количество режимов, отсутствие обучения, завышенную цену и практически полное отсутствие игроков в онлайне, поставив игре оценку «проходняк» и сказав в конце «в случае с Deformers всё вроде бы не так мрачно — она на самом деле хорошая и во многом оригинальная, но покупать её никому не хочется, а потому и советовать её странно». Суриэль Васкес из Game Informer похвалил в версии на PS4 игровой процесс, которым, по его словам: «можно наслаждаться, если вы не столкнётесь с многочисленными техническими проблемами игры», и красочную графику, но критиковал подбор игроков, когда новички играют на одной арене с опытными игроками, что делает игру однообразной и скучной. В итоге Васкес сказал, что «у Deformers есть недостатки, но ни один из них не является достаточной причиной, чтобы избежать игры» и поставил ей 7 баллов из 10.
Обозреватель из Generación Xbox поставил версии на XOne 58 баллов из 100, среди недостатков отметив высокую цену, плохой подбор игроков и отсутствие контента, но похвалив графику и весёлый игровой процесс.